# IID世田谷ものづくり学校
IID 世田谷ものづくり学校（Ikejiri Institute of Design せたがやものづくりがっこう）は、かつて東京都世田谷区池尻にあった複合施設。

## 概要
2004年10月に廃校となった旧池尻中学校舎を再生した複合施設。世田谷区の発案、公募により選定された事業者が世田谷区と定期賃貸借契約を結び、株式会社ものづくり学校が運営していた。2022年5月31日で、世田谷区との旧池尻中学校校舎に関する定期建物賃貸借契約の満了により閉館。
行政の建物を民間主導で、そしてマネジメントも独立採算でおこなうビジネスモデルは都内初の廃校活用事例として注目を浴びる。世田谷区が展開する「産業振興」 「地域交流」 「観光拠点化」 の指針に沿って活動している。主な事業内容は“ものづくり”事業者へのオフィス提供・創業支援・ものづくり体験と交流の場の提供・スペースレンタル・地域コミュニティとの連携など。世田谷区内の小・中学校の見学場所として、また子供たちのものづくり体験の場として活用される。ショップ・カフェなどのスペースも併設している。
NHK連続テレビ小説『 半分、青い』のロケにも使用された。

## 主な施設
ギャラリー（レンタルスペース）、ミーティングルーム、オフィス、カフェなどが1階から3階にかけて入居している。
- オフィス：25部屋（入居数：54事業者）[3]
- レンタルスペース：6部屋　※撮影可能スペース：全6部屋、廊下、階段
- ショップ：3店舗
- カフェ ：1店舗
- ものづくり工房：1部屋
- 就労支援センター：4部屋（世田谷区管理）

## 主なイベント
- 世田谷パン祭り[5]
- 自由大学（2014年7月までメインキャンパスとして入居）
- 三宿蚤の市 [6]

## 姉妹校
- 三条ものづくり学校
- 隠岐の島ものづくり学校（２０１７年４月より隠岐の島町が直営管理）